# Итальянско-словенские отношения
Итальянско-словенские отношения — двусторонние дипломатические отношения между Италией и Словенией. Протяжённость государственной границы между странами составляет 218 км.

## История
В 1992 году Италия и Словения установили дипломатические отношения. Помимо автохтонных меньшинств, истрийских итальянцев в Словении и словенцев в Италии, по состоянию на 2010 год в Италии проживало около 3200 человек словенского происхождения.
Есть некоторые споры между словенцами и итальянцами относительно города Триеста. Словенские националисты не признают итальянский суверенитет над городом и претендуют на владение им. С другой стороны, итальянские националисты претендуют на некоторые районы Словении и Хорватии: Истрия, сегодня почти полностью разделенная между Словенией и Хорватией, город Риека в Хорватии, территории Далмации, в частности город Задар, являющийся ее итальянский эксклавом до 1947 года. Несмотря на это, отношения между двумя странами превосходны.

## Торговля
Италия и Словения имеют важные двусторонние отношения: от торговли и инвестиций до развитых туристических направлений. Фактически Италия является вторым торговым партнером Словении с долей рынка 13,5 %, тогда как Словения является основным итальянским партнером из стран бывшей Югославии, занимая более трети всей торговли. В 2017 году объём товарооборота между странами достиг суммы 7,6 млрд евро — самого высокого значения за всю историю, продолжил расти в 2018 году, увеличившись на 9 % за первые восемь месяцев в годовом исчислении. Италия является пятым по величине инвестором Словении с объемом прямых иностранных инвестиций более 1,1 млрд евро на конец 2017 года, а итальянские граждане являются самыми многочисленными иностранными туристами в Словении.

## Дипломатические представительства
- У Италии есть посольство в Любляне и консульство в Копере[5].
- Словения имеет посольство в Риме и консульства в Триесте, Флоренции и Милане[6].